# Palatinato-Neumarkt
Il Palatinato-Neumarkt (in tedesco Pfalz-Neumarkt) fu il nome di uno Stato del Sacro Romano Impero e del ramo della dinastia Bavarese-Palatina dei Wittelsbach che lo governò; la sua capitale era Neumarkt in der Oberpfalz.

## Prima creazione
Il Palatinato-Neumarkt si formò nel 1410 quando alla sua morte, re Roberto del Palatinato suddivise in eredità i suoi possedimenti del Palatinato Elettorale, tra i suoi quattro figli. Il maggiore ricevette l'eredità principale con la dignità di Principe Elettore e la capitale Heidelberg. Il secondo Giovanni, ottenne il Palatinato-Neumarkt, il terzo Stefano il Palatinato-Simmern, ed il quarto, Otto, ottenne il Palatinato-Mosbach.
Giovanni del Palatinato-Neumarkt fece prosperare le sue terre e dopo il matrimonio con Caterina di Pomerania ebbe come erede Cristoforo.
Cristoforo del Palatinato-Neumarkt, meglio conosciuto come Cristoforo di Baviera, venne scelto per le sue parentele dalla nobiltà locale come re di Danimarca, Svezia e Norvegia, ma morì senza lasciare eredi, perciò il Palatinato-Neumarkt venne spartito tra i fratelli del padre, per poi essere inglobato interamente nel Palatinato-Mosbach.

## Seconda creazione
Nel 1524 il Palatinato-Neumarkt venne nuovamente dato in appannaggio a Wolfang del Palatinato, ma quando egli morì nel 1558, tornò all'Elettore Palatino.